# Кудреман, Алексей Алексеевич
Алексей Алексеевич Кудреман (20 мая 1994, Балахна, Россия) — российский хоккеист, нападающий.

## Биография
Родился в городе Балахна Нижегородской области, воспитанник детской школы «Мотор» из города Заволжье. В 2011 году Кудреман дебютировал в Молодежной хоккейной лиге в составе московской «Красной Армии», на следующий сезон нападающий перебрался в «Русские Витязи». Всего за 4 года Алексей сыграл 114 матчей в МХЛ, набрав 36 (19+17) очков при 195 минутах штрафа. Также в активе Кудремана 50 матчей в ВХЛ за «Титан» (Клин) и ТХК (Тверь), за которые он набрал 7 (6+1) очков, и 18 матчей в КХЛ за «Витязь», в которых нападающий отличился одной заброшенной шайбой.
12 мая 2016 года подписал двустороннее соглашение с уфимским клубом «Салават Юлаев» сроком на 1 год
C октября 2019 года является игроком в шорт-хоккей. В 2021 году стал капитаном команды «Уралец» на турнире ISHF Liga Pro Belarus Open 20/21, с которой выиграл золотые медали турнира. Является серебряным призером кубка ISHF Liga Pro Belarus Open Jakhn Cup 2021.